# المقالات الخمس
المقالات الخمس (أو كتاب الخمس مقالات أو كتاب الحشائش أو كتاب الحشائش والأدوية أو هيولى الطب أو كتاب ديسقوريدس في الأدوية المفردة) هو كتاب ألفه ديسقوريدوس اليوناني، وترجمه للعربية اسطفان بن باسيل ثم راجع الترجمة أستاذه حنين بن إسحاق، غير أنه احتوى على أسماء نباتات مستعجمة كثيرة، فقام بشرحه عدة أطباء منهم ابن الجزار القيرواني وابن البيطار المالقي (في كتابه تفسير كتاب دياسقوريدوس في الأدوية المفردة).

نقل العرب هذا الكتاب إلى لغتهم في أيام المتوكل الخليفة العباسي المتوفى سنة 247 هجرية، وفي ذلك قال ابن أبي أصيبعة عن اسطفان بن باسيل: 
نقل أسطفان هذا الكتاب من اليونانية إلى العربية ثم قرأ حنين بن إسحاق الترجمة فصححها وأجازها. وكان أسطفان إذا علم ما يقابل بالعربية الأسماء اليونانية ذكره، وإذا لم يعلم ترك اللفظ اليوناني على حاله «اتكالاً» منه على أن يبعث الله بعده من يعرف ذلك ويفسره باللسان العربي.
وحمل هذا الكتاب إلى الأندلس فيما حمل إليها من تآليف المشارقة أو ترجماتهم فانتفع به الأطباء، إلا أن ألفاظاً كثيرة باليونانية ظلت غير مفهومة لعدم ذكر ما يقابلها بالعربية حتى كانت أيام عبد الرحمن بن محمد الناصر وهو يومئذ صاحب الأندلس فكاتبه رومانوس الثاني ملك القسطنطينية في سنة سبع وثلاثين وثلاثمائة وهاداه بهدايا لها قدر عظيم منها كتاب ديسقوريدس مصوَّر الحشائش بالتصوير الرومي العجيب، وكان الكتاب مكتوباً بالإغريقي أي باليوناني القديم ومما جاء في كتاب رومانوس إلى الملك الناصر:

قال ابن جلجل: 
يفهم من هذا الكلام أن كتاب ديسقوريدس بقي على ترجمة اسطفان بن باسيل ولم يترجم ترجمة جديدة أندلسية بل أن الأطباء الأندلسيين استعانوا بالراهب نقولا على فهم معاني ألفاظ العقاقير ومعرفة أشخاصها وتصحيح النطق بأسمائها، وبقيت الترجمة الأسطفانية لا تنازعها ترجمة ثانية على أن الأندلسيين والمغاربة إذا كانوا لم ينقلوا الكتاب نقلاً جيداً إلى العربية فإنهم أكملوا النقل البغدادي بالشرح والتفسير.
وقد وصل إلينا من مخطوطات ترجمة اسطفان بن باسيل على ما ذكر الدكتور صلاح الدين المنجد ما يلي:
- مخطوطة أيا صوفيا بالآستانة.
- مخطوطة المكتبة الوطنية بمدريد.
- مخطوطة خدا بخش بتنه بالهند.[1]

يقع الكتاب الواقع في ستة أسفار ويحتوي على وصف ستمائة نبات طبي (عدة نباتات منها كانت مجهولة قبل ديسقوريدس) مع كيفية استعمالها وسرد الأمراض التي تشفى بها.